# Li Yanfei
Li Yanfei (née le 7 février 1990) est une athlète chinoise, spécialiste de la marche.
Son meilleur temps sur 20 km est de 1 h 28 min et 43 s obtenu à Taicang le 22 avril 2011 qu'elle porte à 1 h 28 min 03 s en 2013.
Elle a obtenu la médaille de bronze lors des Championnats du monde juniors à Bydgoszcz, le 9 juillet 2008. Elle termine 5e lors de la Coupe du monde de marche 2010.